# Teatrul Bulandra
Teatrul Bulandra din București (în prezent Teatrul Municipal „Lucia Sturdza Bulandra”) a fost înființat în anul 1947 cu denumirea de Teatrul Municipal, primul teatru de stat din România, iar primul director a fost Lucia Sturdza Bulandra. În perioada 1963-1972 directorul instituției a fost Liviu Ciulei, iar în perioada 2002-2019 regizorul Alexandru Darie. În prezent, teatrul este condus de actorul Vlad Zamfirescu.

## Istoric
Primăria Bucureștiului oferă Ligii Culturale un teren pentru a-și construi un sediu. În anul 1910. Nicolae Iorga este una dintre personalitățile care au activat în această ligă. Din lipsă de fonduri, abia în 1926 se începe construcția „palatului”, care durează 3 ani. În 1941 deja se jucau piese de teatru, sub formă de companie privată, pentru ca în octombrie, același an, municipalitatea să semneze decretul de înființare a Teatrului Municipal I.L. Caragiale.
Încă din 1941, începe să joace pe scena acestei teatru o actriță, fără să știe că peste 6 ani va deveni directorul instituției și va rămâne la conducerea sa până la sfârșitul vieții. Este vorba de Lucia Sturdza Bulandra. 
Teatrul și-a început activitatea cu un grup de nouă actori, sub conducerea celebrei actrițe Lucia Sturdza Bulandra. 
Primul spectacol jucat aici a fost pe 17 septembrie 1947 o adaptare a piesei scrisă de Mihail Sebastian, Insula. Acesta a fost conceput de cel care a și regizat piesa, Mircea Șeptilici, ramasa neterminata, a incredintat rolul dactilografei actritei Sara Manu, al directorului agentiei de voiaj actorului Mircea Balaban, rolul proprietaresei a fost jucat de actrita Nela Mircescu, al agentului de politie a fost interpretat de R. Anghelescu, rolul batranului de Nae Stefanescu si cel al tanarului lucrator a fost incredintat actorului Puiu Hulubei. Personajul Lopez, absent in cele doua acte ale piesei scrise de Mihail Sebastian, apare in continuarea realitata de Mircea Septilici, si rolul ii este incredintat lui N. Sireteanu.
La o lună după spectacolul inaugural, se joacă o comedie scrisă de G. B. Show, Nu se știe niciodată. S-a jucat de nu mai puțin de 111 ori și la spectacole au asistat 73.153 de spectatori. La acea vreme, populația Bucureștiului era de aproximativ 600.000 locuitori.
Aici a avut loc și debutul dramaturgului Horia Lovinescu, cu piesa Lumina de la Ulmi și piesa s-a jucat în stagiunea 1954/1955.
În 1956 are loc o schimbare importantă în viața teatrului: artista emerită Beate Fredanov este înlocuită în postul de director adjunct de un activist de partid, Lazăr Vrabie. Dar se pun în scenă, în continuare, piese foarte valoroase: Omul care aduce ploaia, Azilul de noapte, Cum vă place.
La finalul stagiunii 1959/1960, trupa de actori a teatrului era compusă din aproximativ 100 de persoane.
În 1961, numele teatrului care odinioară era „Municipal” devine „Bulandra”.
După moartea Luciei Sturdza Bulandra, în 1961, este numit în postul de director renumitul actor, regizor și scenograf Liviu Ciulei (1963-1972).
Perioada directoratului său fiind asociată cu o adevărată Epocă de Aur a istoriei teatrului românesc. În directoratul lui Liviu Ciulei au fost 10 stagiuni, 29 de piese de autori români, 41 de titluri de autori străini. Au mai existat spectacole comandate de către autorități pentru evenimente politice, aniversări, omagieri. Aceste spectacole au asigura, pe de altă parte, posibilitatea ca adevăratele piese de repertoriu să poată fi jucate.
În anii 1970-1971 au loc numeroase turnee în străinătate, în care piese regizate de Liviu Ciulei și Lucian Pintilie, ca să numim numai doi dintre regizorii de la Teatrul Bulandra, au avut un mare succes și au adus în prim plan și actori precum Ion Caramitru (piesa Leonce și Lena).
În 1971 Nicolae Ceaușescu și Partidul Comunist Român creează sistemul de supraveghere, control și aprobare a culturii și artei în România. Iar în 1972, spectacolul Revizorul, de Gogol, regizat de Lucian Pintilie, este interzis oficial de către autoritățile de partid și întreaga conducere a teatrului este demisă!
Începând din anul 1991, Teatrul Bulandra este membru al Uniunii Teatrelor din Europa, o asociație fondată în martie 1990. În prezent, activitatea teatrală se desfășoară în două săli, sala „Liviu Ciulei” (renovată în 2002), aflată în apropierea cheiului Dâmboviței și sala „Toma Caragiu” (renovată în 2003), situată în apropierea Parcului „Grădina Icoanei”.
Inițial, teatrul s-a numit Teatrul Municipal, apoi Teatrul Lucia Sturdza Bulandra iar în prezent se numește Teatrul Municipal "Lucia Sturdza Bulandra". Clădirea Izvor era sediul central al teatrului, unde se află sala de spectacole și administrația teatrului. Sala de pe strada Icoanei era înainte de război sala de spectacole a Școlii Centrale de Fete. După naționalizare, a fost trecută în patrimoniul statului sub numele de sala Filimon Sârbu. Ulterior, această sală a primit numele de „Toma Caragiu”, în memoria marelui actor român. 
În 1995 și 2008 teatrul a organizat Festivalul Uniunii Teatrelor din Europa. 
În luna august 2002, Alexandru Darie devine noul director al Teatrului Bulandra, imprimând companiei o nouă viziune cu un spectru mult mai larg de interes artistic. Urmează o altă epocă fastă în istoria Teatrului Bulandra, o perioadă marcată de mari spectacole și succese, atât în dramaturgia clasică cât și în cea modernă.
În 2011 sala „Izvor” a primit numele de „Liviu Ciulei”, în memoria regizorului, actorului și directorului teatrului Bulandra.
Din postura de director adjunct, actrița Catinca Maria Nistor a ajuns în septembrie, 2019 (la numai 31 de ani) director al Teatrului Bulandra si a preluat funcția de manager, în regim de interimat, imediat după decesul directorului Ducu Darie.
Din august 2020 actorul Vlad Zamfirescu este noul manager al Teatrului „Lucia Sturdza Bulandra”, potrivit dispoziției semnate de primarul general.
În toată istoria sa de 70 de ani, teatrul a primit invitații din țări ca Italia, Spania, Columbia, Israel, Rusia, Ungaria, Mexic, Portugalia sau Franța.